# Polydesmus angustus
Polydesmus angustus (лат.) — вид многоножек из семейства Polydesmidae отряда многосвязов.
Тело плоское, длиной 18—28 мм, буро-жёлтого цвета. Вид распространён в Европе.